# Cà Melone
Cà Melone là một ngôi làng nhỏ (curazia) ở San Marino, thuộc về đô thị Borgo Maggiore.